# Comuna Troiițko-Safonove, Kazanka
Troiițko-Safonove (în ucraineană Троїцько-Сафонове) este o comună în raionul Kazanka, regiunea Mîkolaiiv, Ucraina, formată din satele Lozove, Pavlivka și Troiițko-Safonove (reședința).

## Demografie
Componența lingvistică a comunei Troiițko-Safonove
     Rusă (73,92%)
     Ucraineană (23,99%)
     Română (1,23%)
Conform recensământului din 2001, majoritatea populației comunei Troiițko-Safonove era vorbitoare de rusă (73,92%), existând în minoritate și vorbitori de ucraineană (23,99%) și română (1,23%).